# Faceira
Faceira de porco, também chamada “bochecha de porco”, é a carne da cabeça do porco e é aproveitada na culinária de muitas culturas. Em Portugal, preparam-se as bochechas de porco estufadas  e também o “queijo de cabeça” (ou “cabeça de xara”, em Portugal, “head cheese” ou "hoghead cheese", nos EUA);  na Itália prepara-se o “guanciale” (“guancia” em língua italiana significa bochecha), uma espécie de bacon muito popular, mas não defumada, e na França, as rillettes, uma espécie de pâté conservado em gordura. 
Na culinária do sul dos Estados Unidos e principalmente na “soul food”, que ficaram do tempo da escravatura, quando aos escravos se dava para comer as partes da carne que não era apreciadas pelos donos das plantações, a faceira de porco, com os nomes "hog jowl" ou "pork jowl", ficou na tradição gastronómica local. 
A faceira de porco é tipicamente curada em salmoura e fumada e é usada em pratos com feijão e hortaliças, como o hoppin’ john, ou frita em fatias finas, como bacon, muitas vezes servidas com molho picante. 